# 19 май (улица в Драма)
„19 май“ (на гръцки: Οδός 19ης Μαΐου) е търговска улица на македонския град Драма, Гърция.
Улицата има овална форма и заобикаля от юг, изток и север парка Извори на Драматица и Стария град. Улицата се създава по течението на река Дабладжик (Монастираки) и традиционното ѝ име е „Чай“, тоест Река на турски. Евлия Челеби в XVII век пише, че покрай реката има поне 300 дюкяна. Тези сгради се използват като магазини на първия етаж и жилищна площ на втория. Над реката има дървени, каменни и железни мостове, като най-големият е този на днешната улица „Венизелос“, за който се смята, че е Драмският мост от известната турска народна песен. В дюкяните покрай реката в XIX век се продават предимно кожи, земеделски сечива и медни съдове. Реката често прелива и наводнява пазара и затова в 60-те години на XX век реката е покрита и улицата придобива днешния си вид. От дюкяните от XIX век са запазени само няколко. 19 май е датата, на която силите на Мустафа Кемал овладяват Самсун, и е обявена за възпоменателна дата за Понтийския геноцид.